# Strangers to Ourselves
Strangers to Ourselves è il sesto album in studio del gruppo musicale rock statunitense Modest Mouse, pubblicato nel 2015.

## Tracce
1. Strangers to Ourselves – 3:24
2. Lampshades on Fire – 3:08
3. Shit in Your Cut – 4:44
4. Pistol (A. Cunanan, Miami, FL. 1996) – 3:42
5. Ansel – 2:56
6. The Ground Walks, with Time in a Box – 6:12
7. Coyotes – 3:31
8. Pups to Dust – 3:31
9. Sugar Boats – 4:03
10. Wicked Campaign – 3:34
11. Be Brave – 3:31
12. God Is an Indian and You're an Asshole – 1:17
13. The Tortoise and the Tourist – 3:41
14. The Best Room – 4:25
15. Of Course We Know – 5:24

## Formazione
- Isaac Brock - voce, chitarra, piano, mellotron, basso, EBow, Korg MS-20
- Jeremiah Green - batteria, conga, djembe, kalimba, percussioni, cori, chitarra, altri strumenti
- Tom Peloso - basso, sintetizzatore, piano Rhodes, cornetta, kalimba, chitarra, cori
- Jim Fairchild - chitarra, piano Rhodes, ukulele, cori
- Russel Higbee - basso, piano Rhodes, chitarra, organo, piano, eufonio, cori, altri strumenti
- Lisa Molinaro - viola, violoncello, basso, voce